# HD 71906
HD 71906，又名BD+37 1870，SAO 60866、HR 3348，是一颗恒星，视星等为6.18，位于銀經184.8，銀緯35.11，其B1900.0坐标为赤經8h 24m 51s，赤緯+37° 35.11′ 4″。